# Ian McCulloch (Snookerspieler)
Ian McCulloch (* 28. Juli 1971 in Preston) ist ein ehemaliger englischer Snookerspieler, der zwischen 1992 und 2012 zwanzig Jahre als Profispieler verbrachte. In dieser Zeit erreichte er zweimal das Finale eines Weltranglistenturnieres und erreichte Rang 16 der Weltrangliste. Nach einem schweren Start in die Profikarriere gehörte McCulloch ab 1998 zu den Top-64- und ab 2002 zu den Top-32-Spielern der Welt. Im selben Jahr erreichte er bei den British Open sein erstes und zwei Jahre später beim Grand Prix sein zweites Ranglistenturnierfinale; beide Spiele verlor er im Gegensatz zum Finale des Amateurturnieres Swiss Open aber. 2009 verabschiedete sich McCulloch aus den Top 32; drei Jahre später beendete er nach gesundheitlichen Problemen seine Profikarriere, als er es nicht mehr schaffte, sich über die Weltrangliste für die folgende Saison zu qualifizieren. Mittlerweile ist er als Trainer und Veranstalter von Exhibitions aktiv.

## Karriere

### Erste Profijahre
McCulloch wurde mit der Saison 1992/93 Profispieler, also ein Jahr, nachdem die Profitour für alle Spieler geöffnet wurde. Aus diesem Grunde musste sich McCulloch durch zahlreiche Qualifikationsrunden spielen, was er bei keinem einzigen Turnier schaffte. Sein bestes Ergebnis stellte die Teilnahme an der fünften von neun Qualifikationsrunden beim Grand Prix dar. Auf der Weltrangliste wurde er zum Saisonende nur auf Rang 404 geführt. Etwas besser verlief die nächste Saison, als er mehrfach die letzten Qualifikationsrunden erreichte, allerdings erneut eine Teilnahme an einer Hauptrunde verpasste. Nur beim ersten Event der Strachan Challenge, einem Turnier ohne Weltranglisteneinfluss, kam er deutlich weiter, als er das Viertelfinale erreichte und dort Anthony Hamilton unterlag. Auf der Weltrangliste sprang er auf Rang 257.
In der Saison 1994/95 schied McCulloch jedoch wieder verstärkt aus; seine besten Ergebnisse hinsichtlich der Ranglistenturniere waren zwei Teilnahmen an einer Runde der letzten 128. Fernab der Ranglistenturniere erreichte er zwar ein Achtelfinale sowie das Halbfinale des Merseyside Professionals, allerdings hatten diese Turniere keinen Einfluss auf die Weltrangliste. Auf dieser verbesserte er sich zum Saisonende auf Rang 193. Doch in der folgenden Saison erreichte er bei so gut wie jedem Ranglistenturnier eine der letzten Qualifikationsrunden, auch wenn er erneut nie in die Hauptrunde einzog. Seine besten Ergebnisse waren eine Teilnahme vorletzten Qualifikationsrunde der German Open und das Erreichen der letzten Qualifikationsrunde bei der Snookerweltmeisterschaft, wo er Mick Price unterlag. Auf der Weltrangliste verbesserte er sich dadurch um fast 90 Plätze auf Rang 105.
Dieser Trend setzte sich in der Saison 1996/97 fort; diesmal erreichte er mit seiner Teilnahme an der Runde der letzten 64 der Welsh Open und an der Runde der letzten 32 der British Open sogar zweimal die Hauptrunde. Zudem zog er beim Merseyside Professional wie schon zwei Jahre zuvor ins Halbfinale ein. Auf der Weltrangliste verbesserte er sich um weitere 29 Plätze auf Rang 76. Trotz seiner gestiegenen Weltranglistenposition musste sich McCulloch für die nächste Saison über die WPBSA Qualifying School qualifizieren, was ihm auch gelang. Durch seine mittlerweile hohe Weltranglistenposition konnte er sich zudem die meisten Qualifikationsrunden ersparen, sodass er mehrfach die Hauptrunde erreichte und ansonsten in den letzten Qualifikationsrunden ausschied. Sein bestes Ergebnis war das zweifache Erreichen einer Runde der letzten 32; zum einen bei den German Open, zum anderen bei den Welsh Open. Ebenjene Runde erreichte er des Weiteren beim Merseyside Professional. Auf der Weltrangliste verbesserte er sich infolge der Saison um 16 Plätze, womit er nun auf Rang 60 geführt wurde.

### Jahre um Platz 40
Die Saison 1998/99 verlief stark ähnlich zur vorherigen Saison; erneut waren McCullochs beste Ergebnisse zwei Teilnahmen an einer Runde der letzten 32, diesmal beim Thailand Masters und auch bei der Snookerweltmeisterschaft. Durch diesen Erfolg und da seine weiteren Ergebnisse ebenfalls nicht deutlich schlechter waren, verbesserte sich McCulloch auf der Weltrangliste auf Rang 39. In der folgenden Saison schied er jedoch bei so gut wie allen Turnieren spätestens in der Runde der letzten 64 aus. Lediglich bei den Welsh Open überstand er diese Runde und zog mit Siegen über Alan McManus und Marco Fu ins Viertelfinale ein, wo er Jimmy White unterlag. Diese Viertelfinalteilnahme half ihm auf der Weltrangliste zu einer Verbesserung von einem Platz.
In der Saison 2000/01 waren jedoch zwei Teilnahmen an einer Runde der letzten 32, neben dem Merseyside Professional bei den China Open, McCullochs beste Ergebnisse. Daneben erreichte er zwar auch zweimal eine Runde der letzten 48 und ein weiteres Mal eine Runde der letzten 64, schied jedoch häufig in der Runde der letzten 96 aus. Deshalb verschlechterte er sich auf der Weltrangliste auf Rang 48. In der nächsten Saison erreichte er jedoch stets zumindest die Runde der letzten 64; sein bestes Ergebnis war eine Achtelfinalteilnahme beim Non-ranking-Turnier Benson & Hedges Championship, auf Ranglistenturnierebene mehrere Teilnahmen an einer Runde der letzten 32. Auf der Weltrangliste verbesserte er sich auf Rang 43 und kompensierte somit ansatzweise die Verluste der vorherigen Saison.

### Jahre in den Top 32
Deutlich besser verlief dann die Saison 2002/03, in der McCulloch nur zwei Mal in der Runde der letzten 64 ausschied und je drei weitere Male sich erst in der Runde der letzten 48 bzw. in der Runde der letzten 32 geschlagen geben musste. Bei den British Open besiegte er jedoch zahlreiche führende Profispieler, darunter auch John Higgins und Mark Williams, wodurch er fast genau ein Jahrzehnt nach dem Beginn seiner Profikarriere zum ersten Mal in einem Endspiel stand. Dieses verlor er zwar mit 4:9 relativ deutlich gegen Paul Hunter, doch auf der Weltrangliste sprang er dadurch auf Rang 26. Nachdem er in der anschließenden Spielzeit frühestens in der Runde der letzten 48 ausschied und dreimal das Viertelfinale – unter anderem bei der Snookerweltmeisterschaft – erreichte, verbesserte er sich auf Rang 17 und verpasste damit nur knapp den Sprung in die Top 16. 2003 hatte er zudem bei den Swiss Open im Finale gegen Björn Haneveer verloren, dieses Turnier war jedoch ein Amateurturnier mit Profibeteiligung.
Die Saison 2004/05 begann McCulloch mit einem weiteren Erfolg, genauer gesagt mit seiner zweiten Profi-Finalteilnahme, als er unter anderem mit einem Sieg über Stephen Hendry das Finale des Grand Prix in seiner Geburtsstadt Preston erreichte, dort aber gegen Ronnie O’Sullivan verlor. Während weiter Teile der übrigen Saison konnte McCulloch jedoch nur mittelmäßige Ergebnisse vorweisen, neben einem Achtelfinale beim Irish Masters war sein bestes Ergebnis der Gewinn der Swiss Open gegen Jimmy White auf Amateurebene. Zum Ende der Profisaison zog er jedoch bei der Snookerweltmeisterschaft ins Halbfinale ein und verpasste gegen Matthew Stevens nur knapp sein drittes Profi-Endspiel. Auf der Weltrangliste verbesserte er sich für die folgende Saison auf Rang 16, der besten Platzierung seiner Karriere. In der nächsten Saison war jedoch das Viertelfinale der Welsh Open auf Profiebene und dieselbe Runde bei den Fürth German Open (das spätere Paul Hunter Classic) auf Amateurebene McCullochs beste Ergebnisse, die sonst erneut eher mittelmäßig waren. Dadurch rutschte er auf der Weltrangliste um zehn Plätze auf Rang 26 ab.
Genauso wie in der Saison zuvor waren jeweils Viertelfinalteilnahmen neben sonst durchschnittlichen Ergebnissen in der Saison 2006/07 auf Profi- beziehungsweise Amateurebene McCullochs beste Ergebnisse; auf Profiebene beim Grand Prix, auf Amateurebene bei den Dutch Open. Ansonsten schied McCulloch zumeist im Achtelfinale oder in der Runde der letzten 32 aus. Auf der Weltrangliste führte dies zu einer marginalen Verschlechterung von zwei Plätzen. Doch in der daraufhin folgenden Saison erreichte McCulloch auf Profiebene trotz mehrfacher Achtelfinalteilnahmen kein einziges Viertelfinale. Auf Amateurebene erreichte er dieses zwar, sein bestes Ergebnis war die Halbfinalteilnahme beim Paul Hunter Classic, doch diese Turniere hatten keinen Einfluss auf die Profi-Weltrangliste. Trotz der wieder mittelmäßigen Ergebnisse auf Profiebene gelang es ihm, sich auf dieser um drei Plätze auf Rang 25 zu verbessern. Damit hielt er sich letztmals in den Top 32 der Weltrangliste.

### Letzte Profijahre

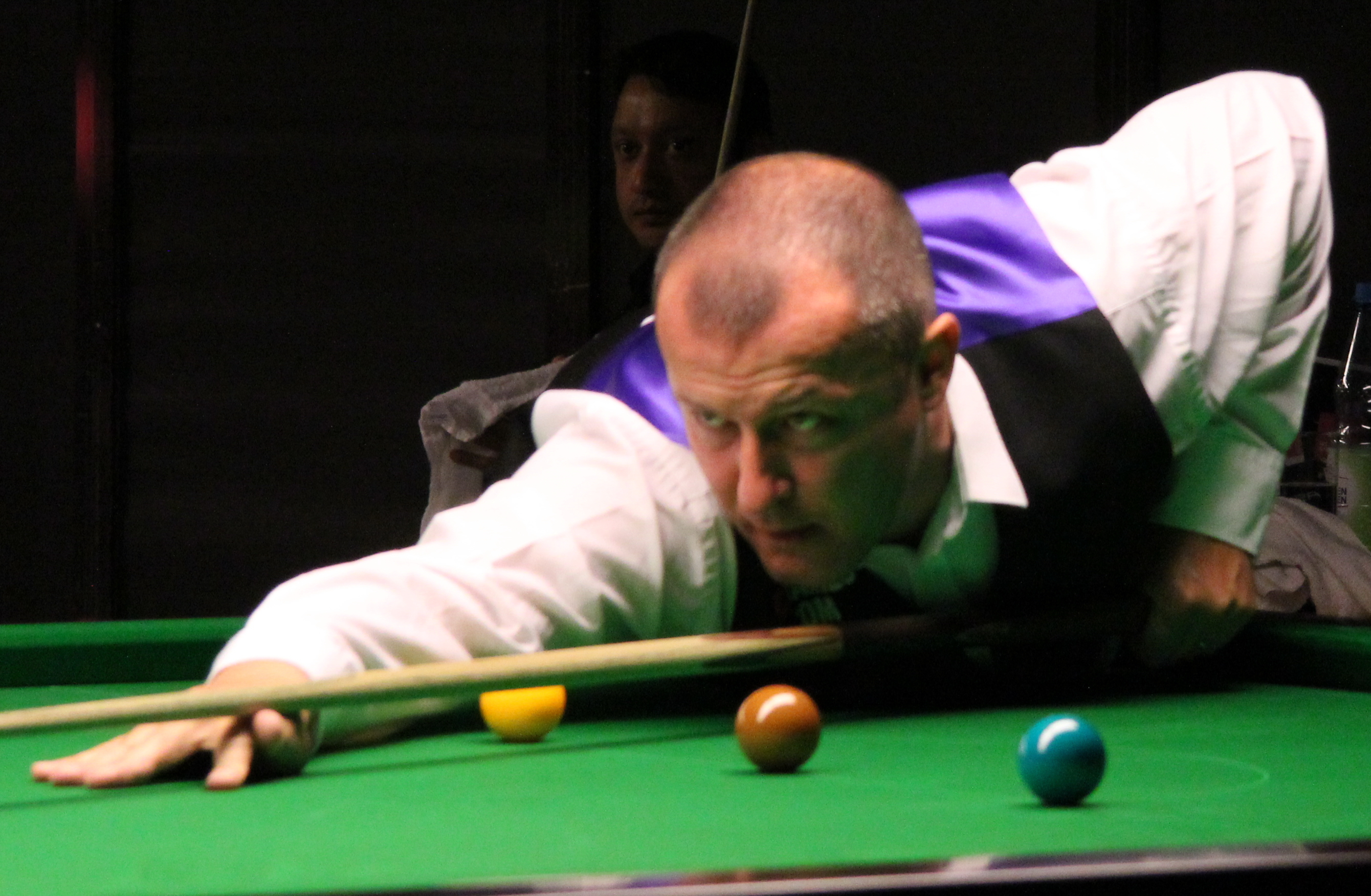
McCulloch beim Paul Hunter Classic 2011

Während der Saison 2008/09 schied McCulloch mehrheitlich bereits in der Runde der letzten 48 aus, nur dreimal überstand er diese Runde. Neben dem Masters Qualifying Event, einem Non-ranking-Turnier, war dies zum einen bei der UK Championship, wo er sich in der nachfolgenden Runde der letzten 32 geschlagen geben musste, und zum anderen zum Saisonanfang bei seiner Viertelfinalteilnahme bei den Northern Ireland Trophy der Fall. Auf der Weltrangliste rutschte er auf Rang 35 ab und damit aus den Top 32 hinaus. Etwas schlechter verlief schließlich die nächste Saison, als McCulloch dreimal in der Runde der letzten 64 und je zweimal in der Runde der letzten 48 und in der Runde der letzten 32 ausschied und damit kein einziges Mal ein Achtelfinale erreichte. Auf der Weltrangliste rutschte er diesmal auf Rang 48 ab.
Trotz der Einführung der Players Tour Championship in der Saison 2010/11 verschlechterten sich McCullochs Ergebnisse erneut; trotz der deutlich gestiegenen Turnieranzahl erreichte er nur viermal eine Runde der letzten 32, wobei er zweimal in dieser ausschied und er dagegen beim dritten und sechsten Event der Players Tour Championship jeweils das Viertelfinale erreichte. Da diese beiden Turniere nur einen marginalen Einfluss auf die Weltrangliste hatten und damit seine sonst eher schlechten Ergebnisse überwiegten, verschlechterte er sich zum Saisonende auf Rang 63, womit er nur äußerst knapp die Qualifikation für die nächste Saison schaffte.
Auch in der Spielzeit 2011/12 konnte McCulloch nicht an die Vorjahresergebnisse anknüpfen; er verlor diesmal mehr als die Hälfte seiner Spiele. Insgesamt erreichte er nur dreimal erreichte er die Runde der letzten 32, schied aber in dieser zweimal aus, sodass seine Teilnahme am Achtelfinale des fünften Events der Players Tour Championship sein bestes Saisonergebnis blieb. Zum Saisonende war McCulloch jedoch auf Platz 74 der Weltrangliste abgerutscht, womit er sich nicht automatisch für die nächste Saison qualifizierte und nach zwanzig Profijahren seine Startberechtigung verlor. Bereits zuvor hatte McCulloch, der während seiner Karriere unter dem Spitznamen Big Mac bekannt war und der unter anderem von Stephen Rowlings trainiert wurde, angekündigt, in diesem Falle davon absehen zu wollen, bei einem der Qualifikationsturniere eine erneute Qualifikation zu versuchen. Somit beendete der Engländer seine Profikarriere.
Die Gründe für das Nachlassen von McCullochs Form waren Verletzungen im Nacken und an den Schultern, deren Ursache das langjährige Spielen war. Aus diesem Grund hatte sich McCulloch bereits während seiner Karriere mehreren Operationen unterzogen. Hätte er seine Karriere fortgesetzt, hätte er eine nicht mehr heilbare Verletzung an den Schultern riskiert. Im Anschluss an seine Karriere arbeitete der Familienvater  als Trainer, unter anderem für Martin O’Donnell, sowie als Exhibitionveranstalter sowohl im Snooker als auch im Darts.

## Erfolge
| Ausgang         | Jahr | Turnier                           | Finalgegner       | Ergebnis |
| --------------- | ---- | --------------------------------- | ----------------- | -------- |
| Amateurturniere |      |                                   |                   |          |
| Zweiter         | 2003 | Swiss Open                        | Björn Haneveer    | 4:5      |
| Sieger          | 2004 | Swiss Open                        | Jimmy White       | 5:1      |
| Profiturniere   |      |                                   |                   |          |
| Zweiter         | 1997 | WPBSA Qualifying School – Event 2 | Steve Judd        | 1:5      |
| Sieger          | 1997 | WPBSA Qualifying School – Event 4 | Andrew Cairns     | 5:3      |
| Zweiter         | 2002 | British Open                      | Paul Hunter       | 4:9      |
| Zweiter         | 2004 | Grand Prix                        | Ronnie O’Sullivan | 5:9      |